# Koliber (radioodbiornik)

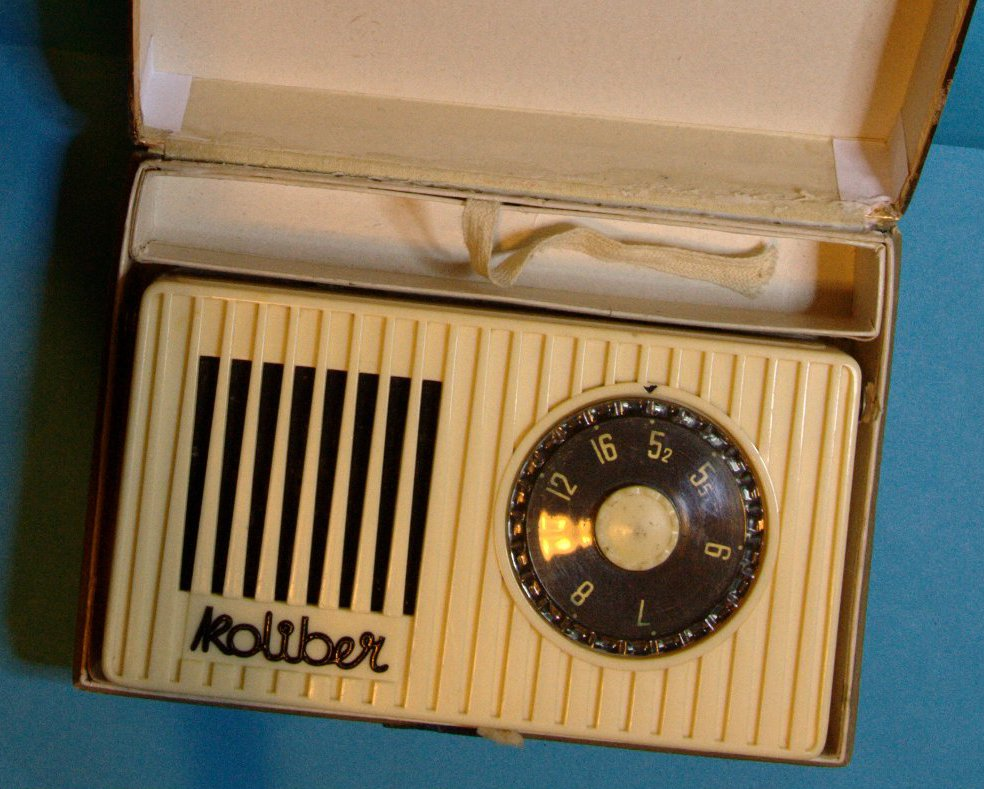
Odbiornik radiowy Koliber

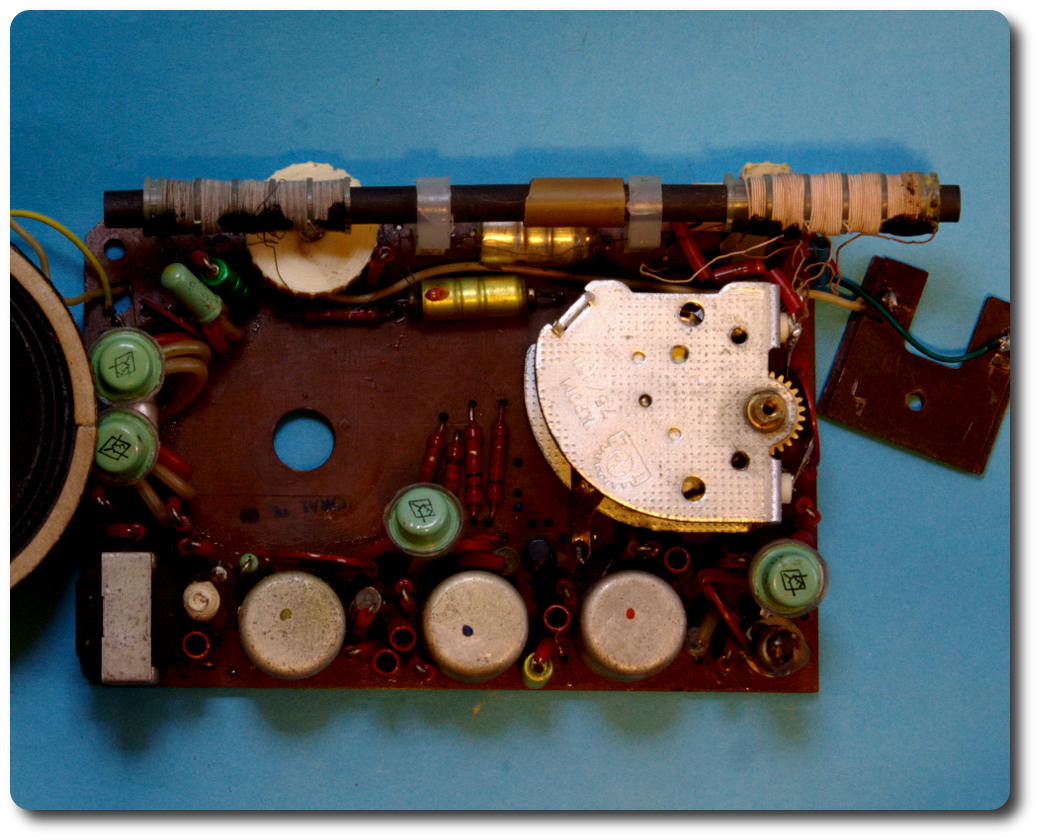
Wnętrze odbiornika Koliber 2

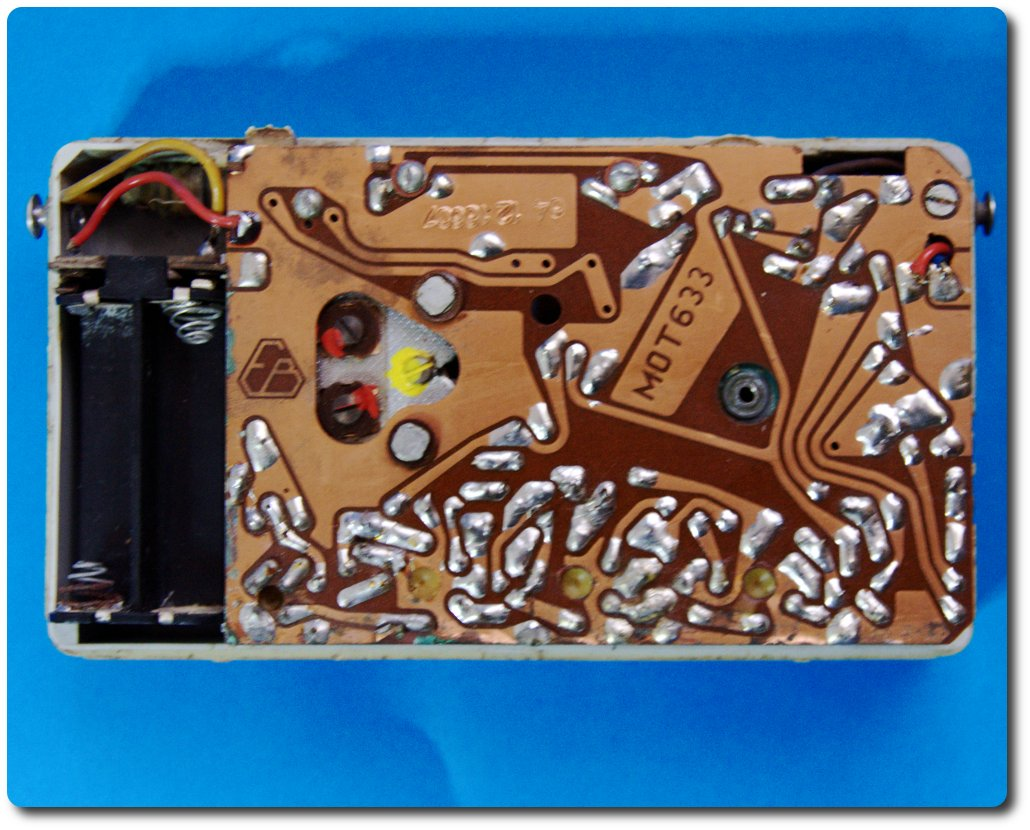
Płytka drukowana odbiornika Koliber 3

Koliber MOT-601 – pierwszy masowo produkowany polski odbiornik radiowy zbudowany na tranzystorach.

## Historia i wersje
- Koliber MOT-601 – został zaprezentowany w lutym 1961 r. na I Krajowej Wystawie Podzespołów Radiowych w Warszawie[1]. Został wyprodukowany w Zakładach Radiowych Eltra w Bydgoszczy i był ulepszoną wersją odbiornika Eltra. Najpoważniejszą różnicą konstrukcyjną było zastosowanie wyjściowego wzmacniacza przeciwsobnego. Wszystkie tranzystory były importowane.
- Koliber 2 MOT-611 – różnił się od poprzednika pełnym zakresem fal długich i zastosowaniem polskich tranzystorów we wzmacniaczu małej częstotliwości. W mieszaczu i wzmacniaczu pośredniej częstotliwości zastosowano nowocześniejsze tranzystory stopowo-dyfuzyjne.
- Koliber 3 MOT-633 – różnił się od Kolibra 2 zastosowaniem polskich tranzystorów we wszystkich stopniach odbiornika i zastosowaniem kaskody na dwóch tranzystorach w pierwszym stopniu wzmacniacza pośredniej częstotliwości. Odbiornik został wyposażony w gniazdo słuchawek i gniazdo do przystawki zegarowej PZ611, umożliwiającej wyłączenie odbiornika[2].
- Około roku 1967 Kolibry zaczęto zastępować odbiornikiem Sylwia, będącym uproszczoną (bez stopnia kaskodowego) wersją Kolibra 3, budowaną na tej samej płytce drukowanej.

Poszczególne wersje nie różniły się znacząco pod względem parametrów użytkowych i technicznych. Kolibry występowały w różnych odmianach i kolorach obudowy.

## Podstawowe parametry i właściwości
| Tranzystory:              | firmy Philips: OC44, 2 × OC45, OC71, 2 × OC72, niekiedy inny zestaw tranzystorów Koliber 2: w.cz. importowane (OC170 i 2 × OC169 lub 3 × SFT319), m.cz. krajowe: TG5, 2 × TG50. Koliber 3: TG40, 2 × TG39, TG37, TG5, 2 × TG50. |
| Diody germanowe:          | 2 × DOG 56 |
| Zakresy fal:              | długie (tylko Warszawa I 227 kHz); Koliber 2 i 3: 150–270 kHz lub 160–290 kHz średnie 520-1605 kHz |
| Znamionowa moc wyjściowa: | 80 mW |
| Zasilanie:                | 6V – 4 ogniwa R6 lub 5 kadmowo-niklowych akumulatorów KN02. |
| Pobór prądu:              | ok. 30 mA |
| Elementy regulacyjne:     | pokrętło wyłącznika oraz regulacji siły głosu, przełącznik zakresów fal, pokrętło strojenia |